# 2024年古巴抗議
2024年3月17日，古巴第二大城市古巴圣地亚哥开始爆发抗议运动，民众抗议政府面对粮食短缺和停電无能的表现。
該國正在經歷自20世紀90年代初最嚴重的人道危机，与此同时古巴共产党指责目前古巴的人道危机是因为美國對古巴的禁運造成的。古巴指控美国煽動騷亂，而美國认为這項指控完全是子虚乌有。